# Bettelheim-Gomperz Caroline

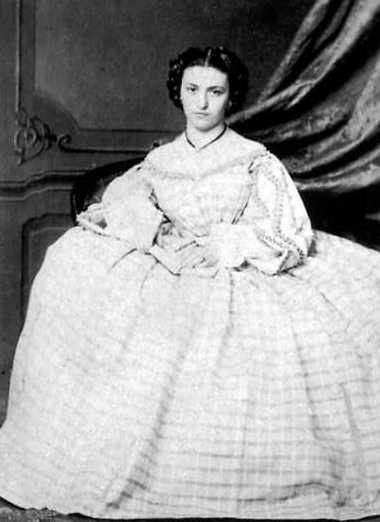

Bettelheim-Gomperz Caroline (férjezett nevén Caroline von Gomperz-Bettelheim, leánykori nevén Bettelheim Caroline/Karoline) (Pest, 1845. június 1. – Bécs, 1925. december 13.) opera-énekesnő (alt) és zongoraművésznő. (Gyakran összetévesztik unokanővérével, Caroline Tellheim [1842–1906] énekesnővel.)

## Élete
Kisgyermekként, családjával került Bécsbe. Goldmark Károlynál tanult zongorázni. Már nyolcéves korában fellépett, tizenkét és tizennégy éves kora között rendszeresen koncertező zongoraművésznő. Ekkor fedezte fel énekesi és színészi képességeit Moritz Laufer, a kor ismert hangképzőtanára. Ő beszélte rá a hangszeres művésznek készülő lányt a színpadi pályára. Két évig tanította Bettelheimet..
Tizenhat évesen, egy előéneklés után került az Udvari Operába, ahol 1861. május 13-án debütált az egyik papnőként Gluck Iphigénia Tauriszban c. operájában. Kisebb szerepek után, még mindig csak tizenhét és fél évesen Azucenát (Verdi: A trubadúr) énekelte 1862 decemberében. Rövid pályája csúcsát Szelika szerepe jelentette Meyerbeer Afrikai nőjében. Az operai fellépések mellett dalesteken és oratóriumokban is szerepelt, olykor zongoristaként is. Eljutott a londoni His Majesty's Theatre-be, Lipcsébe, Frankfurt am Mainba. Aachenben Liszt Ferenccel szerepelt a Beethoven-emlékmű javára rendezett koncerten.
Pályája csúcsán, 1867-ben vette feleségül Julius Ritter von Gomperz (1823–1909), nagyiparos, a Brünni Kereskedelmi és Iparkamara elnöke, a felsőház tagja. A férj ragaszkodott hozzá, hogy Bettelheim hagyjon fel a nyilvános szereplésekkel, ezért feleségként már csak házi koncerteken lépett fel. Az Udvari Operától a színpadtól való búcsúzáskor kamara-énekesnői címet kapott.
Házasságukból gyermek nem született. Döblingi villájukban ma Bécs város zeneiskolája működik.

## Szerepei

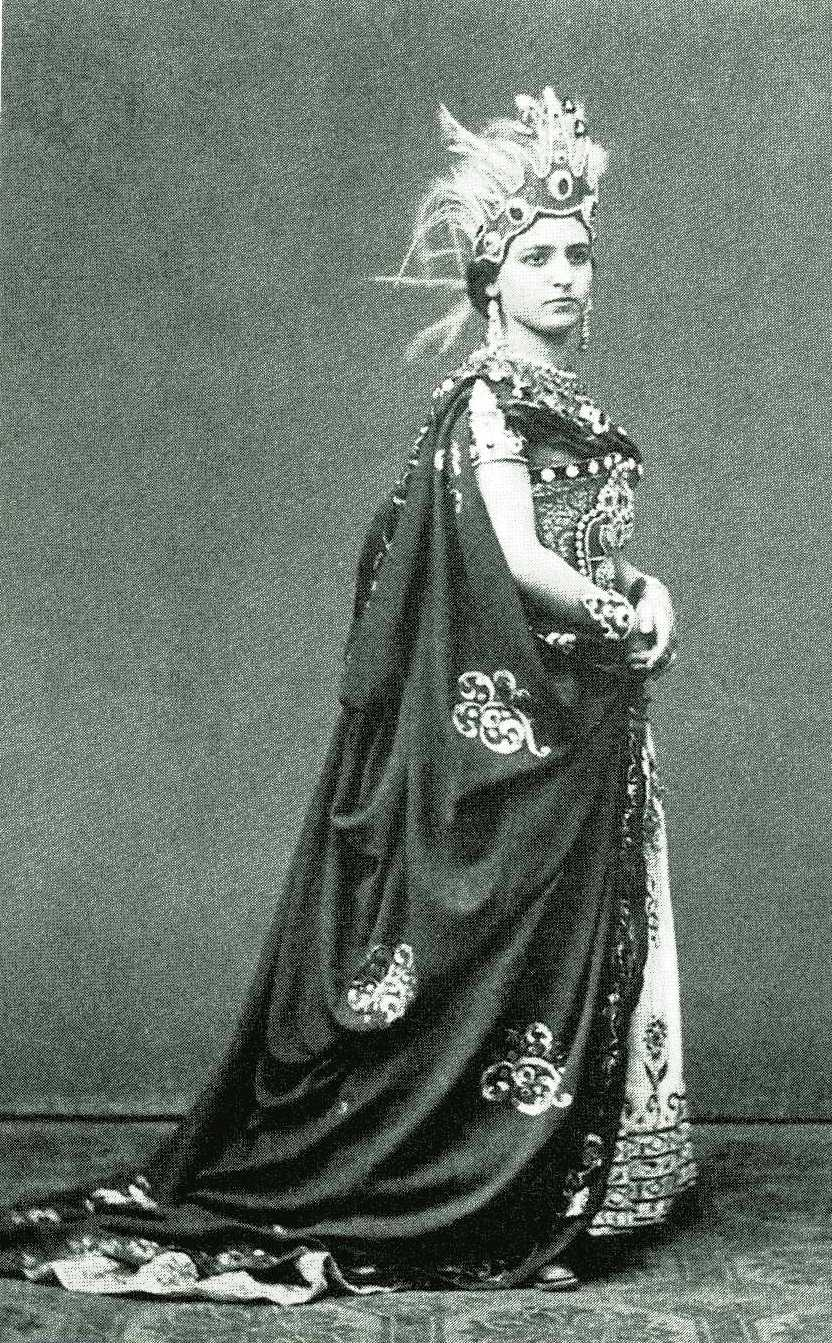
Szelika szerepében Meyerbeer Az afrikai nő c. operájában

- Gluck: Iphigénia Tauriszban – Papnő
- Meyerbeer: Az afrikai nő – Szelika
- Mozart: A varázsfuvola – Harmadik fiú
- Rossini: Tell Vilmos – Hedwig
- Verdi: A trubadúr – Azucena
- Wagner: A bolygó hollandi – Mary